# Olena Kolesnytschenko
Olena Dmitriwna Kolesnytschenko (ukrainisch Олена Дмитрівна Колесніченко, engl. Transkription Olena Kolesnychenko; * 3. Juni 1993 in Riwne) ist eine ukrainische Leichtathletin, die sich auf den 400-Meter-Lauf und den 400-Meter-Hürdenlauf spezialisiert hat.

## Sportliche Laufbahn
Erstmals bei einer internationalen Meisterschaft, trat Olena Kolesnytschenko beim Europäischen Olympischen Jugendfestival 2009 an und belegte dort den siebten Platz. 2010 nahm sie an der Premiere der Olympischen Jugendspiele in Singapur teil und gewann dort die Bronzemedaille. 2012 gelangte sie bis in das Finale der Juniorenweltmeisterschaften in Barcelona und verpasste dort als Vierte nur knapp eine Medaille. 2014 qualifizierte sie sich für die Europameisterschaften in Zürich, schied dort aber bereits in der Vorrunde aus. 2015 belegte sie bei den U23-Europameisterschaften in Tallinn den sechsten Platz über die Hürden und belegte mit der ukrainischen 4-mal-400-Meter-Staffel den fünften Platz. 2016 gelangte sie in das Halbfinale der Europameisterschaften in Amsterdam und qualifizierte sich auch für die Olympischen Spiele in Rio de Janeiro, bei denen sie bis in das Halbfinale gelangte. Bei den Weltstudentenspielen in Taipeh gewann sie die Bronzemedaille.

## Persönliche Bestzeiten
- 400 m: 54,56 s, 27. Mai 2012 in Jalta
- 400 m Hürden: 55,48 s, 19. Juni 2016 in Luzk